# Pholcus guadarfia
Pholcus guadarfia är en spindelart som beskrevs av Dimitrov och Ignacio Ribera 2007. Pholcus guadarfia ingår i släktet Pholcus och familjen dallerspindlar.
Artens utbredningsområde är Kanarieöarna. Inga underarter finns listade i Catalogue of Life.